# هیولاها علیه بیگانگان: کدوهای جهش‌یافته فضایی
هیولاها علیه بیگانگان: کدوهای جهش یافته فضایی (به انگلیسی: Monsters vs. Aliens: Mutant Pumpkins from Outer Space) یک ویژه برنامه تلویزیونی ساخت دریم‌ورکس انیمیشن، به کارگردانی پیتر رمزی است که بر اساس هیولاها علیه بیگانگان ساخته شده. این ویژه برنامه در ۲۶ اکتبر ۲۰۰۹ در شبکهٔ ایرلندی آرتی‌ای وان پخش شد و دو روز بعد در شبکهٔ ان‌بی‌سی آمریکا به روی آنتن رفت.

## رسانه خانگی
کدوهای جهش یافتهٔ فضایی اولین بار به صورت دی‌وی‌دی در بریتانیا در ۲۷ سپتامبر ۲۰۱۰ به‌طور انحصاری در فروشگاه‌های تسکو منتشر شد. در ایالات متحده به عنوان یک نسخه مستقل در ۱۳ سپتامبر ۲۰۱۱، و در ۲۷ سپتامبر ۲۰۱۱، همراه با شرک در هاووین معرفی شد. نسخه بلورِی این برنامه در ۲۸ اوت ۲۰۱۲ به عنوان بخشی از داستان‌های شبح وار شرک (به انگلیسی: Shrek's Spooky Stories) منتشر کرد.

## دنباله
در سال ۲۰۱۱ دنباله ای با نام شب هویج‌های جاندار به‌طور انحصاری برای نینتندو ۳دی‌اس پخش شد. دکتر سوسکه، حلقهٔ گمشده و باب به دنبال کدوهای تنبل، سعی می‌کنند صدها هویج زامبی را شکست دهند.